# Абдурахман Аліті
Абдурахман Аліті (мак. Абдурахман Алити, алб. Abdurahman Aliti; 1945, с. Желіно — 27 червня 2013, Скоп'є) — північномакедонський політик, депутат, юрист і посол Македонії в Республіці Болгарія.

## Біографія
Аліті народилася в селі Желіно поблизу Тетово у 1945 році. Закінчив юридичний факультет у Скоп'є в 1969 році. Був працевлаштований у міській раді та тривалий час залишався у керівництві общини Тетово (1969–1988). Як голова Комітету з питань охорони здоров'я та соціальної політики, його звільнили за те, що він виступав за більші політичні права албанців у СРМ. Він був лідером ПДП у той час, коли вона була провідною албанською партією в Македонії. На перших демократичних парламентських виборах обраний депутатом парламенту в 1991 році. На посаді депутата ПДП на других парламентських виборах (1994 р.). Обраний віце-президентом парламенту разом з Тіто Петковським з СДСМ та Кіро Поповським від СП. Після тривалої і важкої хвороби помер у Тетово 27 червня 2013 року.